# تاريخ الإجهاض
مورس الإجهاض منذ العصور الأولى للإنسانية بطرق شتى منها تناول أعشاب تسبب موت الجنين وخروجه من الرحم وإدخال أدوات حادة إلى الرحم والضغط على البطن بشدة وغيرها الكثير. وتغيرت القوانين الخاصة بالإجهاض في مختلف الدول على مر السنوات من بين منع وتقنين وإباحة.

## ما قبل العصر الحديث

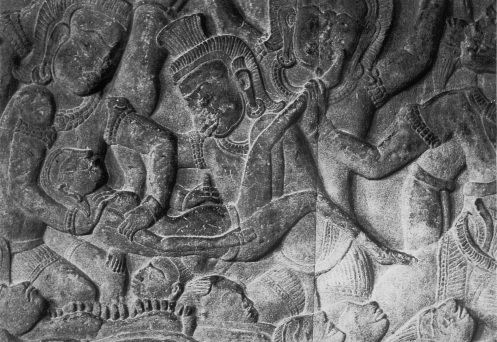
نقش بارز في معبد أنغكور وات بكمبوديا يظهر الشيطان يقوم بعملية إجهاض امرأة حامل

### الحضارات المختلفة
تشير الوثائق الكتابية المنسوبة إلى شريعة حمورابي عام 1760 قبل الميلاد -أحد أقدم الشرائع المكتوبة في التاريخ الإنساني- إلى تجريم عملية الإجهاض مع فرض غرامات على المرأة التي تقوم بها تتفاوت حسب طبقتها الاجتماعية والاقتصادية. وفي أوراق بردي مصرية تعود إلى عام 1550 قبل الميلاد يوجد أقدم دليل على إجراء عملية إجهاض اختياري.
وفي قوانين «فاديك وسمارتي» الهندية يظهر الحفاظ على نسل رجال الطبقات الثلاثة العليا من المجتمع، ووجود محاكم دينية تحكم بتكفير المرأة التي تقوم بالإجهاض والكاهن الذي يساعدها في ذلك 
والعقيدة الوحيدة التي وجد فيها الإعدام كعقاب لعملية الإجهاض هي عقيدة الحضارة الآشورية عام 1075 قبل الميلاد وطبق ذلك على المرأة التي تقوم بهذه العملية ضد رغبة زوجها.
وقد استخدمت العديد من الطرق لإجراء عملية الإجهاض في المجتمعات البدائية منها قيام المرأة الحامل بمجهود عضلي عنيف كالتسلق وحمل أوزان ثقيلة والغوص، كما استخدم التجويع والصيام والجلوس فوق ثمار جوز الهند الساخنة وصب الماء الساخن فوق البطن والفصد (إخراج كميات من الدم من أحد أجزاء الجسم عن طريق احداث شق في وريد رئيسي من الجسم). وقد تطورت التقنيات المستخدمة للإجهاض وتنوعت عن طريق الملاحظة والتجريب والتبادل الثقافي بين الحضارات. واستمر استخدام بعض طرق الإجهاض بين السيدات البريطانيات كالتعدي على الحامل بالضرب أو ربط حزام ضاغط حول بطنها حتى أوائل العصر الحديث.
واكتشف علماء الآثار وجود أدلة على استخدام الجراحة في استخراج الجنين من الرحم في عملية الإجهاض، ومع ذلك فإن هذه الطريقة كانت الأقل شيوعًا حسب النصوص الطبية القديمة.
في نص باللغة السنسكريتية -وهي لغة قديمة في الهند تستخدم في الطقوس الهندوسية، والبوذية، والجانية- يعود إلى القرن الثامن الميلادي نجد امرأة تجلس فوق قدر مملوء ببخار الماء والبصل المطهو في محاولة منها للإجهاض. وفي شمال شرق آسيا ولعدة قرون كان يجرى الإجهاض بالتدليك أي بالضغط على بطن الحامل، ويظهر ذلك في النقوش البارزة الموجودة على جدران معابد انجكور وات الموجودة بكمبوديا التي تظهر الشيطان يقوم بإجهاض امرأة حامل بعد إرسالها إلى العالم السفلي.
وتشير سجلات يابانية قديمة إلى وجود الإجهاض المتعمد في بداية القرن 12 الميلادي، وزادت معدلاته في الطبقات الريفية وطبقات الفلاحين التي تعرضت للمجاعات وارتفاع الضرائب خلال فترة إيدو من تاريخ اليابان. ووجدت التماثيل البوذية التي تعبر عن الإجهاض وولادة الأجنة الميتة وموت الأطفال في سن مبكرة في معابد يوكوهاما بدأً من عام 1710.
وفي نيوزيلندا قام أفراد شعوب الماوري المعروفين بالإيمان بقوى السحر والشعوذة بإجهاض النساء بواسطة أدوية مسببة للإجهاض في طقوس احتفالية، أو بوضع رباط من القماش يضغط بقوة على بطن الحامل. إلا أن مصادر معرفية أخرى تشير إلى أن الماوري لم يمارسوا الإجهاض خوفًا من غضب القوى العليا التي آمنوا بها وإنما حاولوا إحداث الولادات بشكل مبكر مما قد يسبب موت الجنين تلقائًيا.

### الحضارة اليونانية الرومانية

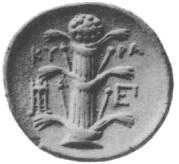
العملة القورينية (عملة فضية قديمة من قورينا نقش عليها رسم لنبات السلفيوم) المسبب للإجهاض.

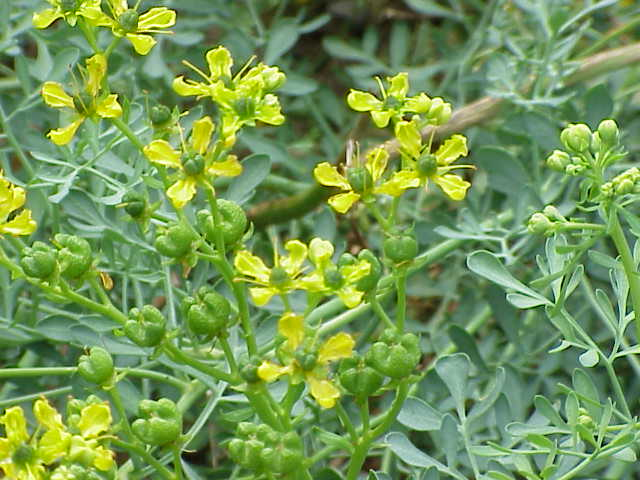
نبات السذاب شديد الرائحة

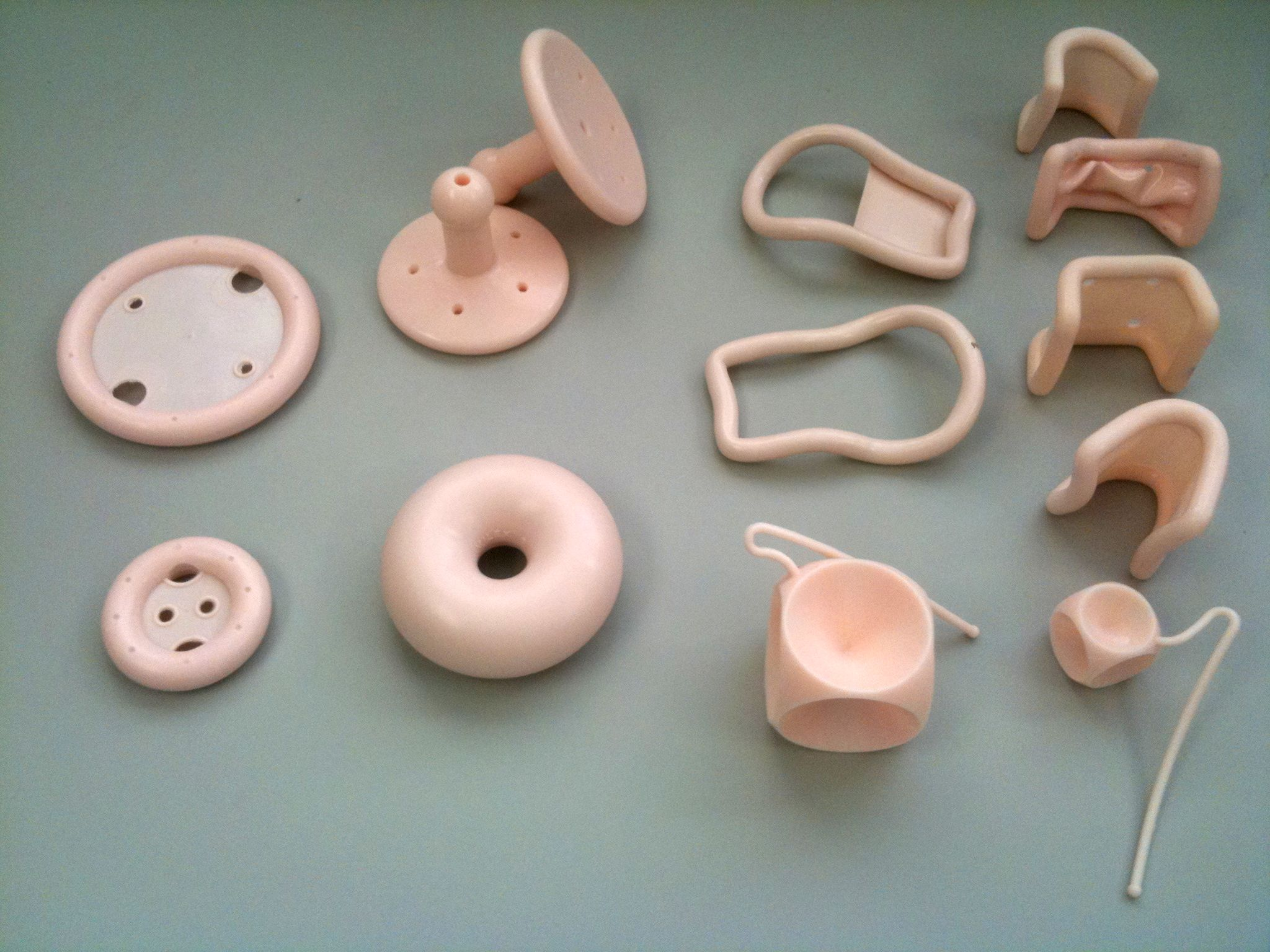
أشكال مختلفة من الفرزجة حديثًا وهي توضع من خلال المهبل لتحيط بعنق الرحم لدواعي علاج اتساع عنق الرحم

يصل الكثير من المعلومات الواردة إلينا عن الإجهاض في الحضارة اليونانية والرومانية عن طريق الكتابات القديمة، فالإجهاض كعمل يختص به طب النساء والولادة كانت تجريه القابلات أو سيدات مدربات خصيصًا وقد ورد في كتابات أفلاطون معلومات مشابهة. ولا توجد أية أدلة على تجريم الإجهاض ولكن تشير بعض ابيات من شعر راج في أثينا أن الإجهاض اعتبر جريمة إن كان ضد رغبة الزوج."
وقد استعمل اليونانيون نبات السلفيوم كمانع للحمل ومسبب للإجهاض واستورد بشكل رئيسي من ليبيا، ويقال ان ذلك هو ما أدى إلى انقراضه. كان نبات السلفيوم نباتًا شديد الأهمية الاقتصادية والطبية بالنسبة للحضارة اليونانية حتى أن العملات الفضية حملت رسمًا له.
وقد أشار الكاتب والمحامي الروماني بلينيوس الأكبر إلى فاعلية زيت نبات السذاب شديد الرائحة في اجهاض امرأة حامل. وكتب أيضًا العالم والكاتب الروماني سيريناس سامونيكاس عن أهمية السذاب والبيض والشبت في إحداث الإجهاض. كما أورد كلاً من سوراناس وديوسكوريساس وأوريباسيوس(وهو طبيب يوناني) مفعول نفس النبات في كتاباتهم. وقد أثبتت الدراسات العلمية الحديثة وجود 3 مواد تحفز على الإجهاض ضمن تركيبة نبات السذاب بالفعل.
كما استخدمت فصيلة من النباتات تدعى زراوند لتسهيل الولادة ولإجهاض الحامل أيضًا وقد كتب عنها جالينوس (طبيب وفيلسوف يوناني) عن الجرعة اللازمة منه. وأكد ديوسكوريساس أنه يمكن تعاطي هذا النبات عن طريق الفم أو إدخاله عن طريق المهبل مضافًا إليه الفلفل الأسود ونبات المر.
وقد تناول أريستوفان في مسرحياته الهزلية الناقدة استخدام نبات النعناع في الإجهاض عام 421 قبل الميلاد. كما قال أبقراط والملقب بأبي الطب «أنصح العاملات بالدعارة اللاتي حملن بالقفز لأعلى مع ملامسة الكعب للأرداف في كل قفزة للحث على الإجهاض». وفي كتابات أخرى منسوبة إليه نجد وصفًا لأدوات تستخدم لتوسيع عنق الرحم وكشط بطانة الرحم من الداخل لتحقيق الإجهاض.
وأشار الطبيب اليوناني سورانوس والذي عاش في القرن الثاني الميلادي استخدام مدرات البول والحقن الشرجية والمطمثات (أعشاب تزيد من تدفق الدم إلى أعضاء الحوض والرحم) والصوم والفصد كطرق آمنة وفعالة في عملية الإجهاض، كما نصحسورانوس بتجنب استخدام آلات حادة لإحداث الإجهاض بسبب خطورة انفجار الرحم في تلك الحالة، كما نصح النساء المقبلات على الإجهاض بعمل أنشطة رياضية مثل المشي وحمل أوزان ثقيلة وركوب الخيل ". كما قام بوضع وصفات من الأعشاب ليتم استخدامها كغسول أو فرزجة.
وقام عالم الأدوية اليوناني ديسقوريدوس بوصف خليط من مجموعة أعشاب تساعد على الإجهاض وأسماه «خمر الإجهاض», وقد شمل هذا الخليط نبات الخربق والقرعية والمحمودة ولكن ديسقوريدوس فشل في تحضير الخليط بصورة يمكن تعاطيها.
ووصف منشد الأمازيج المسيحي ترتليان والذي عاش في القرنين الثاني والثالث الميلادي أداة جراحية شبيهة بالأداة الجراحية المستخدمة حديثًا في عملية توسيع و تفريغ الرحم. كما نسبت أداة استخدمت في الإجهاض وتفريغ الرحم وتتألف من إبرة من النحاس ومسمار كبير إلى أبو قراط والطبيب أسكليبياديس البيثيني والطبيب وعالم التشريح إيراسيستراتوس والجراح وعالم التشريح هيروفيلوس والطبيب سورانوس.
وفي القرن الأول من الميلاد قدّم الموسوعي الروماني آولوس كورنيليوس سلزوس تفاصيل في غاية الدقة عن عملية استخراج جنين ميت من رحم سيدة وذلك في كتابه الوحيد الذي وصل إلينا اليوم. وقم تم الإشارة إلى قيام سيدات بربط بطونهن بأحزمة ضاغطة للتخلص من ما في أرحامهن، وذلك في المجلد التاسع من مجلدات عديدة نشرت في القرن الثالث الميلادي تحت عنوان «تفنيد جميع البدع» والذي احتوى على نقد للمسيحية وملخص للفلسفة اليونانية

### الإجهاض باستخدام الأعشاب

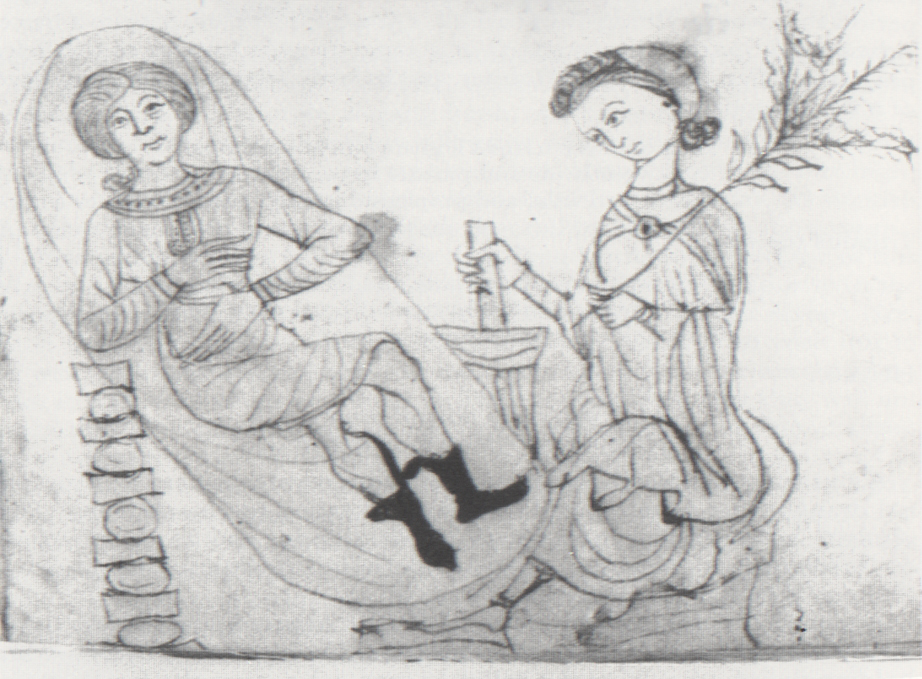
مخطوطة مزخرفة من القرن الـ13 يظهر فيها رسم لرجل يقوم بتحضير خليط من الأعشاب والنعناع الأوروبي لاستخدامه في إجهاض سيدة.

اشتهر استخدام الأعشاب والطب التقليدي في عملية الإجهاض في الأدب الكلاسيكي. وقد تفاوتت درجة فاعليته وآثاره الجانبية التي كان من ضمنها التسمم الشديد.
وفي قصيدة تعود إلى الشاعر الروماني بالقرن الـ11 ترد قائمة بمجموعة من الأعشاب المستخدمة في الإجهاض ومنها نبات القطرم والندغ والمريمية والسعد والنعناع الأوروبي والخربق الأبيض والأسود وغيرها. وقد أشار أطباء العالم الإسلامي في العصور الوسطى إلى استخدام مجهضات طبيعية
وقد ورد استخدام الخميرة والنعناع في الإجهاض في كتاب دستور الأدوية الأمريكي -وهو كتاب نشر عام 1854 يتناول استخدام الأعشاب في الطب-
ولكن حسب رواية عن سيدة من ولاية كولورادو تعرضت للموت بسبب استخدام زيت النعناع المركز بقدر ملعقتين أثناء الحمل بهدف الإجهاض فإن استخدامه يعتبر غير آمن تمامًا.

### الموقف من الإجهاض

#### الحضارة الرومانية
حسب الفلسفة الرواقية -فلسفية انتشرت في إطار الثقافة اليونانية في القرن الرابع قبل الميلاد- فإن الجنين يحمل روح نباتية ولا يتحول إلى إنسان إلى بعد الولادة واستنشاق الهواء وبالتالي كان الإجهاض مقبول أخلاقيًا لدى الرواقيين.
وقد تغير الموقف الأخلاقي من الإجهاض في الحضارة الرومانية من القبول إلى الرفض بعد انتشار الديانة المسيحية وفي عام 211 م قام الأباطرة سيفيروس وكاراكالا وسيبتيميوس بتجريم الإجهاض ووضع النفي المؤقت عقوبة له. ولكن بسبب تأثير الفلسفة الرواقية فقد أُعتبر تجريم الإجهاض اعتداءًا على حق الأب في التخلص من ذريته كما أنه باعتبار الجنين نباتًا أو حيوانًا لم يتم التعامل مع جريمة الإجهاض كجريمة قتل.
وقد اعتقد أرسطو بأن الخط الفاصل بين الإجهاض القانوني والغير قانوني هو الفترة التي يصبح فيها الجنين حيًا وقادرًا على الشعور والإحساس، وأنه قبل هذه المرحلة لا يمكن اعتبار الجنين إنسانًا وإنما حيوانًا أو نباتًا.ويكتسب الجنين روح الإنسان بعد اكتمال 40 يومًا في حالة الجنين الذكر و90 يومًا في حالة الجنين الأنثى.
وحسب قسم أبقراط الطبي -نص عادة ما يقسمه الأطباء قبل مزاولتهم لمهنة الطب- فإنه يحرم على الطبيب إعطاء أي امرأة حامل دواءً مجهضًا أو إجهاضها عن طريق وضع الفرزجة الطبية والتي اعتقد أبقراط بأنها تسبب تقرحات المهبل  وهو ما تم إثبات صحته في الطب الحديث. ويعتقد بأن رفض أبقراط للإجهاض جاء ضمن رفضه للجراحة بشكل عام وذلك عائد على مخاطر ومضاعفات الجراحة في ذلك الوقت حتى أنه رفض علاج حصوات الكلى والمرارة بالجراحة وذلك وارد بوضوح في قَسَمه، كما أعتبر أبقراط الجراحين فئة منفصلة تمامًا عن فئة الأطباء.

#### الديانة المسيحية
تحمل الديانة المسيحية تاريخ طويل ومعقد في التعامل مع الإجهاض وذلك بسبب عدم وجود حظر صريح للإجهاض في أيًا من كتب العهد القديم أو الجديد من الكتاب المقدس. بالإضافة إلى ذلك فإنه حسب ما ورد في سفر التكوين فأن الجنين داخل الرحم لديه ما يشبه الحياة الخاصة بالإنسان.
وتؤكد العديد من الكتابات لمختلف الكتّاب أن المسيحية اتخذت مواقف متعددة ومختلفة من الإجهاض على مر التاريخ  وانه رغم البيئة الوثنية التي ظهرت فيها المسيحية فإن الإجهاض اعتُبر خطيئة  مع عدم اعتباره جريمة قتل للاعتقاد بأن الجنين هو إنسان غير مكتبمل ولا تحركه روح بشرية.
وفي الديداخي -وهي رسالة مسيحية مبكرة ينسبها معظم العلماء لآخر القرن الأول أو أول الثاني الميلادي تحوي تعاليم للمجتمعات المسيحية- نجد قول: «لا تقتلوا الأجنة ولا الأطفال حديثي الولادة» 
وقد أوضح الكاتب المسيحي والدارس لعلم الآلهيات (ترتليان) والذي عاش في القرنين الأول والثاني ميلاديًا إباحة الإجهاض في حالة اختلال وضعية الجنين داخل الرحم مما يهدد بعسر الولادة ويعرض حياة الأم والجنين للخطر. وقد أجاز القديس أوغسطينوس في كتاباته إجراء تدخل جراحي للتخلص من أي جنين في حالة موته وعدم اكتمال نموه داخل الرحم.
وفي أطروحة "قوانين هنري" وهو كتاب سجلت فيه الأعراف القانونية في انكلترا في العصور الوسطى في عهد الملك هنري الأول ونشر عام 1115 م ورد أن الإجهاض قبل بدء إحساس الأم بحركة الجنين يعتبر مباح قانونيًا أما بعد ذلك فهو جريمة.
وفي كتاب (مطرقة الساحرات) المنشور في ألمانيا عام 1486 والذي يتناول موضوع محاكمات الساحرات التي كانت تتم في العصور الوسطى أعتبرت أي قابلة تقوم بمساعدة أي حامل على الإجهاض مشعوذة وساحرة ويتم تحويلها للمحاكمة أمام الكنيسة.

## العصر الحديث

### طرق الإجهاض
في نيويورك أجري الإجهاض بالجراحة بدءًا من عام 1800 م وتسبب ذلك في وفاة 30% من الحالات مما دفع بالجمعية الطبية الأمريكية بشن حملات لمناهضة الإجهاض مما أدى إلى جعل إجراء الإجهاض قاصر على الأطباء. وفي ورقة بحثية منشورة عام 1870 م تظهر معلومات تفيد بأن طريقة الإجهاض المتبعة في نيويورك في ذلك الوقت تضمنت حقن كميات كبيرة من الماء داخل الرحم وبحسب البحث فإن تكلفة هذه العملية كانت لا تتجاوز 10 دولارات وهو مبلغ تستطيع تحمله أية امرأة تعمل كخادمة. أما في بريطانيا فقد مثلت تكلفة الإجهاض ما يعادل 5% من الدخل السنوي لأسرة من الطبقة المتوسطة.
وفي حادثة وقعت بمدينة شيفيلد جنوب انجلترا عام 1800 ارتفت معدلات الإجهاض الغير مبرر ارجعت إنجلترا السبب إلى تلوث مياه الشرب بمعدن الرصاص المنطلق من أنابيب المياه التي تغذي المدينة. مما ألهم السيدات لإحداث الإجهاض بوساطة تناول سائل الدياكيلون الطبي (بالإنجليزية: Diachylon) وهو سائل يتألف من مستخلص مجموعة نباتات مختلفة وكميات كبيرة الرصاص وانتشر ذلك الفعل في منطقة وسط انجلترا حتى الحرب العالمية الأولى.
وشهدت إنجلترا تراجع ملحوظ في معدلات الخصوبة بداية من عام 1870 , حيث أُجري الإجهاض بشكل غير معلن وشاع استخدام العقاقير المسهلة والنعناع الأوروبي ونبات الصبر وزيت بنات التربنتين. بالإضافة إلى شرب مشروب الجن (مشروب كحولي) والاستحمام بماء شديد السخونة والقيام بمجهود عنيف والوقوع من ارتفاعات محدودة واستخدام العقاقير البيطرية في مواجهة حالات من الحمل الغير مرغوب فيه حتى مع استخدام الوسائل الطبيعية المانعة للحمل كعدم ممارسة الجنس أثناء فترة الخصوبة العالية لدى الأنثى والعزل. وتتفاوت نتائج إحصاءات الإجهاض في إنجلترا في ذلك الوقت وتصل إلى 100.000 حالة في عام 1914 وأغلبهم كان باستخدام الأدوية.
وتشير الطبيبة إيفيلين فيشر المقيمة في ويلز في كتاباتها إلى استخدام الشموع المستخدمة في الطقوس الدينية الرومانية القديمة لتوسيع عنق الرحم وبالتالي إحداث الإجهاض. وفي كتابات أخرى بالولايات المتحدة الأمريكية يظهر استخدام الشموع الرومانية وعيدان من الزجاج والملاعق والسكاكين والأقلام المستخدمة في الكتابة قديمًا بإدخال هذه الأدوات إلى داخل الرحم لعمل اضطرابات وانقباضات تؤدي لخروج الجنين قبل اكتماله وإنهاء الحمل. واستمر اعتبار الإجهاض عملية خطيرة جدًا مصحوبة بمضاعافات كثيرة منها الموت حتى 1930.
وفي عام 1930 مُنِع تداول وبيع أقراص منع الحمل فبيعت أقراص طبية أخرى تسبب الإجهاض تحت مسمى أقراص بيل أو أقراص كوت وذلك للتخلص من حالات الحمل الغير مرغوب فيه. واحتوت هذه الأقراص على مستخلص فطر الإرغوت ونبات الصبر ونبات الخربق الأسود ولكن بقيت الآثار الجانبية ومدى فاعلية هذه العقاقير مجهولة حتى قيام لجنة التجارة الإتحادية بمنع تداول هذه العقاقير عام 1940 لتهديدها سلامة المستهلك.

### الموقف من الإجهاض
أحرز الطب في القرن 19 تقدمًا كبيرًا في مجالات التخدير والجراحة والصحة العامة، وتغيرت النظرة العامة للإجهاض تبعًا للأخلاق الجديدة التي سادت في العصر الفكتوري، وأصبح الإجهاض مجرمًا بشكل عام في معظم الدول الناطقة باللغة الإنجليزية.
وقد وضع قانون تجريم الإجهاض بانجلترا لأول مرة عام 1803. وأقر الإعدام أو السجن 40 عام كعقوبة لكل من يقبل على إجهاض جنين بعد بدء تحركه في رحم الأم. ثم تم تعديل القانون ما بين عامي 1828 و 1837 وألغيت عقوبة الإعدام وبالتالي ارتفعت نسب الإجهاض بين المتزوجات بشكل ملحوظ عام 1840.
بدأت الحملات المناهضة للإجهاض في أمريكا عام 1820. واستهدف القانون الذي وضع في ولاية كونيتيكت معاقبة العطارين المسئولين عن بيع المواد السامة للحوامل بغرض الإجهاض ولاحقًا اعتبر إجهاض الجنين بعد إحساس الأم بحركته داخل الرحم جنحة تصل عقوبتها إلى 8 سنوات  وكانت شهادة الأم هي السبيل الوحيد لمعرفة ما إذا بدأ الجنين في التحرك داخل الرحم أم لا.
ومع ذلك بقيت خدمات الإجهاض متوفرة ومتاحة في كلًا من نيويورك ونيوأورلينز وسينسيناتي وكليفلاند ولويفيل وشيكاغو بواقع حالة إجهاض واحدة لكل 4 حالات ولادات حتى عام 1860.
ثم تصاعدت حملات مناهضة الإجهاض في آواخر ستينات القرن 19 بسبب جهود القانونيين والأطباء والجمعية الطبية الأمريكية. حتى صدر عام 1873 قانون يمنع تداول أي منتجات تسهل عملية الإجهاض أو حظر تداول أية معلومات عن الإجهاض أو وسائل منع الحمل أو الأمراض المنتقلة جنسيًا حتى بين طلاب الطب. وبحلول عام 1909 كانت عقوبة الإجهاض قد وصلت إلى السجن 5 سنوات ودفع غرامة 5000 دولار أمريكي. وبحلول عام 1910 وجد قانون لمنع الإجهاض في كل ولايات أمريكا تقريبًا.
وعلى النقيض، ففي فرنسا وفي منتصف القرن 19 اعتبر الإجهاض الملجأ الأخير في حالات حمل السيدات الغير متزوجات فقط، لكن بعد انتشار الكتابات عن تنظيم الأسرة واستخدام وسائل منع الحمل تغيرت النظرة الاجتماعية للإجهاض واعتُبر الإجهاض الحل المنطقي لحالات الحمل غير المرغوب فيها الناتجة عن وسائل منع الحمل غير فعالة. واعتُبر الإجهاض أحد وسائل تنظيم الأسرة وأُجري على يد الأطباء وغيرهم.

### الدعايا والإعلانات المحرضة على الإجهاض
على الرغم من حظر الإجهاض في معظم دول منطقة المحيط الأطلنطي إلا أن الإعلانات عن تقديم خدمات الإجهاض لم تتوقف في كلًا من كندا  وبريطانيا وأمريكا وقد وجدت ملصقات إعلانات تعود إلى عام 1842 م تشجع على استخدام أقراص طبية كمهجضات آمنة وتدعى «أقراص بيكهام» وهي أقراص صُنعت في الأصل لعلاج الإمساك تتألف من خلاصة نبات الصبر والزنجبيل والصابون الطبي وتستخدم في الأصل كمُلَيّن ومعالج للإمساك. وفي مجلة طبية بريطانية نُشر مقال عام 1868 م يؤكد أن نصف السيدات اللواتي تناولن هذه الأقراص بحجة التوعك كانوا في الأصل يهدفون إلى إجهاض أنفسهن.
وفي إعلانات عن أقراص دوائية سميت بـ «لآلئ الطبيب جوردن» أخرى صُنعت في مدينة مونتريال بكندا وضعت تحذيرات واضحة من استخدام هذه الإقراص في حالة الحمل لأنها تؤدي للإجهاض. وفي إعلانات لأقراص مشابهة في فرنسا وضعت جمل تحذيرية للحوامل أيضًا، وبالتأكيد كانت هذه الجمل تهدف إلى دفع النساء لاستخدام هذه الأقراص عند الرغبة في الإجهاض.
وكمثال شهير على سيدات عملن بمجال الإجهاض نجد السيدة ريستيل أو آن لوهمان وهي سيدة عملت بإجهاض الحوامل على مدار 40 عام مستخدمة في ذلك الجراحة والعقاقير. وقد بدأت علمها في نيويورك عام 1830 وتوسع عملها ليصل إلى بوسطن وفيلاديلفيا عام 1840 وبحلول عام 1870 وصلت تكلفة الإعلانات الخاصة بالسيدة ريستيل وحدها حوالي 60.000 دولار أمريكي سنويًا  وأصبح اسم السيدة ريستيل مرادفًا لمعنى الإجهاض. وبعد وفاة السيدة ريستل وجد أن مجموع ثروتها من العمل كمجهضة يصل إلى 500.000-600.000 دولار أمريكي ($13.4 مليون-$16.1 مليون بتقدير العصر الحديث )

### حملات إصلاح قانون الإجهاض

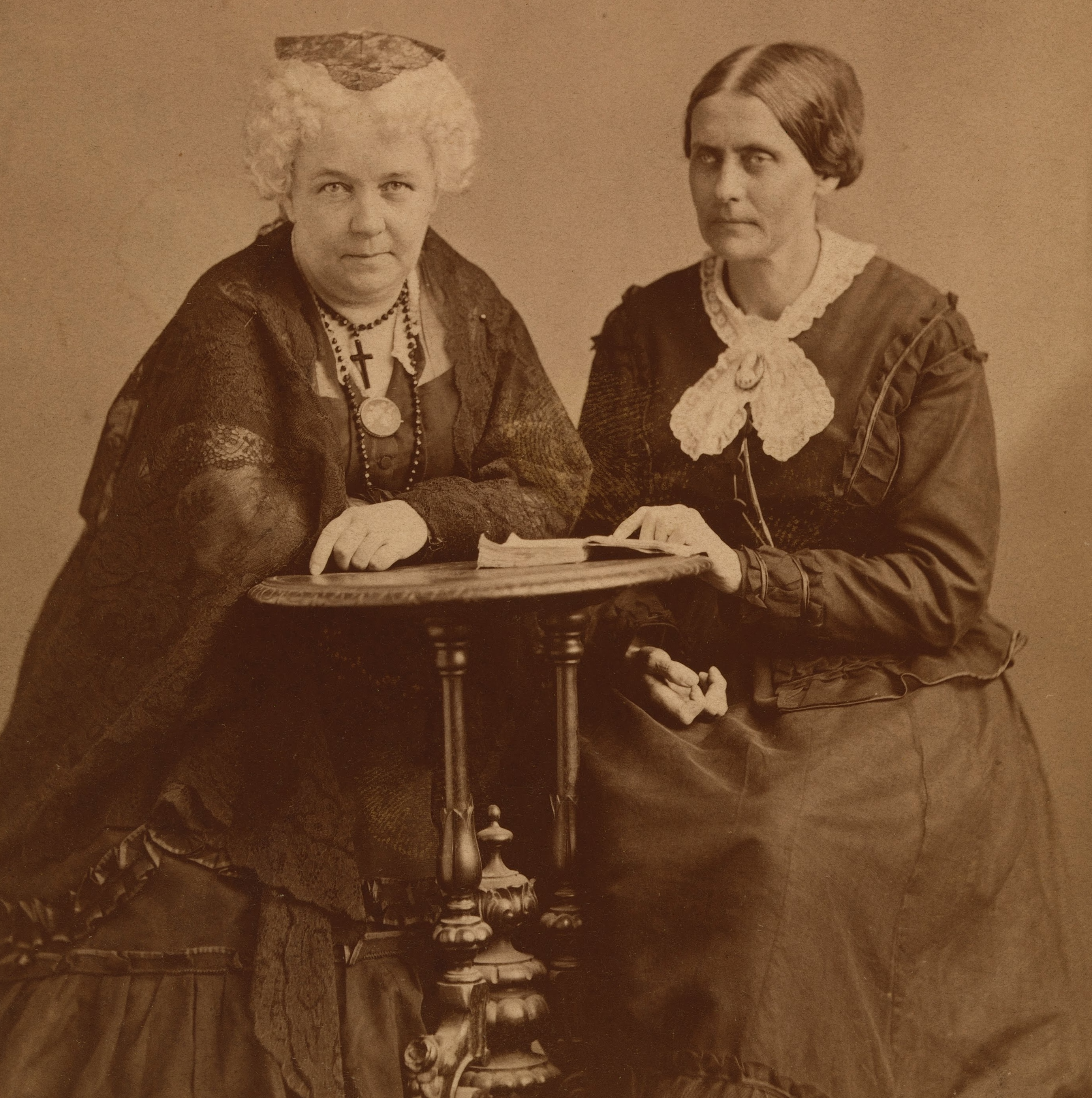
إليزابيث كادي ستانتون وسوزان أنتوني

عارضت العديد من الناشطات النسويات إباحة الإجهاض، وقد بدأت كلًا من إليزابيث كادي ستانتون (1815- 1902) وسوزان أنتوني(1820–1906) والكاتبة المجهولة تحت اسم (أ) ثورة اعترضن فيها على محاولة تمرير قانون لإباحة الإجهاض وحسب بدلًا من حل المشكلة من جذورها، فالمرأة هي التي تتحمل تأنيب الضمير لتخلصها من جنينها أثناء الحياة بغض النظر عن السبب وهي التي تتحمل عقوبة خطيئة قتل الجنين وهي التي تتحمل عبء ومسؤولية إنجاب الجنين في حالة عدم إجهاضه. واعتبرت سوزان أنتوني أحد أول وأهم المؤسسات للنسوية الداعمة لحق الحياة والمناهضة للإجهاض واشتهرت بعض كلماتها في هذا المجال ومنها «وأد الأطفال قبل ميلادهم» والتي وردت في مقالاتها العديدة المنشورة في المجلة التي أنشأتها بنفسها.
ولم تبدأ الحركات المنادية بإباحة الإجهاض حتى الفترة ما بين 1930-1940 وذلك في سياق الانتصارات التي حققتها حملات تأييد بيع واستخدام وسائل تحديد النسل بقيادة ماري ستوبس في المملكة المتحدة ومارغريت سانغر في أمريكا حيث قامت مارغريت سانغر بالفعل بإنشاء أول عيادة تقدّم خدمات تحديد النسل في أمريكا، وعمل فيها طاقم كامل من الطبيبات والممرضات من الإناث فقط  بالإضافة إلى القيام حملات لتوعية المتزوجات وتثقيفهم.
وكانت أيضًا ستيلا براون على رأس الداعمات لتحديد النسل وكانت متأثرةً في ذلك بكتابات هافلوك أليس وإدوارد كاربنتر وغيرهم من علماء علم الجنس، واعتقدت ستيلا براون بأن المرأة العاملة لابد أن تملك الحق في تقرير رغبتها في الحمل أو منعه أو إنهاؤه في حالة حدوث حمل غير مرغوب فيه والحق في اختيار أن تصبح أمًا أو لا.
وفي عام 1929 تم في المملكة المتحدة تعديل قانون المحافظة على حياة الطفل بما يسمح بإجراء الإجهاض فقط في حالة تهديد الحمل لحياة الأم.